# Ana Paula Martínez
Ana Paula Martínez (Ciudad de México, 22 de febrero de 2007) es una actriz mexicana de cine y televisión, conocida por sus participaciones en producciones de la empresa Televisa destacándose en roles estelares infantiles en melodramas como Mentir para vivir, Lo que la vida me robó y Antes muerta que Lichita, entre otras.

## Biografía
Egresada del CEA infantil, debutó a los cinco años realizando una participación estelar infantil a lado de Mayrín Villanueva y David Zepeda en la telenovela Mentir para vivir.
Al año siguiente participó en Lo que la vida me robó melodrama protagonizado por Angelique Boyer y en el 2015 se unió al elenco de Antes muerta que Lichita donde compartió escena con figuras del melodrama como Maite Perroni, Manuel "Flaco" Ibáñez, Sylvia Pasquel, entre otros.
En cine participó en el corto Papalotes rosas lo cual significó su debut en este género y en 2018 en la cinta Ni tú ni yo.
En 2021 trabaja en Vencer el pasado a lado de Erika Buenfil, Angelique Boyer y Arantza Ruiz.

## Filmografía

### Televisión
| Año       | Título                   | Personaje                                  |
| --------- | ------------------------ | ------------------------------------------ |
| 2013      | Mentir para vivir        | Alina Falcón Caligaris / Catalina Valdivia |
| 2014      | Lo que la vida me robó   | Victoria Hernández Argüelles               |
| 2015      | Simplemente María        | Lucía Arenti Rivapalacio (niña)            |
| 2015-2016 | Antes muerta que Lichita | Ximena Gutiérrez López                     |
| 2016      | La rosa de Guadalupe     | Azucena                                    |
| 2016-2017 | Como dice el dicho       | Paola / Andrea / Génesis                   |
| 2017      | Me declaro culpable      | Roberta Monroy (niña)                      |
| 2018      | Tenías que ser tú        | Nicole Santiesteban Elorza                 |
| 2021      | Vencer el pasado         | Danna Cruz Medina                          |
| 2022      | Esta historia me suena   | Jimena                                     |
| 2022      | Mi secreto               | Constanza Carvajal Rivero                  |

### Cine
| Año  | Título          | Personaje |
| ---- | --------------- | --------- |
| 2013 | Papalotes rosas | Niña      |
| 2018 | Ni tú ni yo     | Giovanna  |

## Premios y nominaciones

### Premios TVyNovelas
| Año  | Categoría               | Programa                 | Resultado |
| ---- | ----------------------- | ------------------------ | --------- |
| 2016 | Mejor actriz revelación | Antes muerta que Lichita | Nominada  |